# Badija i otoci oko Korčule
Badija i otoci oko Korčule este o arie protejată (sit de importanță comunitară — SCI) din Croația întinsă pe o suprafață de 894,2 ha, integral marine.

## Localizare
Centrul sitului Badija i otoci oko Korčule este situat la coordonatele 42°56′57″N 17°11′01″E / 42.949168°N 17.18367°E.

## Înființare
Situl Badija i otoci oko Korčule a fost declarat sit de importanță comunitară în iulie 2013 pentru a proteja un număr necunoscut de specii din flora spontană și fauna sălbatică aflate în arealul zonei.

## Biodiversitate
Situată în ecoregiunea marină mediteraneană, aria protejată conține 2 habitate naturale: Straturi cu Posidonia (Posidonion oceanicae), Peșteri marine scufundate complet sau parțial.
La baza desemnării sitului se află un număr nedeclarat de specii protejate.